# Ева Копач
Ева Божена Копач (пол. Ewa Bożena Kopacz; нар. 3 грудня 1956, Скаришев, ПНР) — польська політикиня і депутатка Сейму. 22 вересня 2014 року призначена Прем'єр-міністеркою Польщі. У 2011—2014 роках — Маршал Сейму (перша жінка, що посіла цю посаду). Попередньо вона була міністром охорони здоров'я з листопада 2007 року. Член Громадянської платформи з 2001 року. До приходу до політики була педіатром та лікаркою загальної практики.

## Політична діяльність
В 1998—2001 роках була депутатом Сеймику Мазовецького воєводства. Одночасно керувала партійними структурами Унії Свободи (пол. Unii Wolności).
В 2001 році перейшла до новоповсталої Громадянської платформи і цього ж року була обрана депутатом Сейму. В Сеймі наступної каденції (2005—2007) була головою Комісії Здоров'я.
На позачергових парламентських виборах 2007 року втретє була обрана депутаткою Сейму. В першому уряді Дональда Туска (2007—2011) була міністром здоров'я. Одна з небагатьох європейських міністрів здоров'я, яка у 2009 році відмовилась від урядових закупок неперевірених вакцин проти тзв. свинячого грипу, запропонувавши фармацевтичним концернам взяти відповідальність на себе та розповсюджувати вакцину на загальних підставах через аптеки. У жовтні 2008 року обрана Віце-Головою партії Громадянська платформа.
Після парламентських виборів 2011 року обрана Маршалом (спікером) Сейму. 15 вересня 2014 року президент доручив Еві Копач створення нового уряду. Уряд приведено до присяги 22 вересня.
З 8 листопада по 26 січня 2016 була виконуючою обов`язки голови партії Громадянська платформа.
На виборах 2019 року була обрана депутатом Європейського парламенту з 1-го місця в списку комітету Європейської коаліції як представник Громадянської платформи в окрузі, що охоплює Великопольське воєводство. З 3 липня 2019 року Віце-президент Європейського парламенту 9-го терміну .

## Особисте життя
Була одружена з прокурором Мареком Копачем (1956—2013), розлучилася у 2008 році. Має дочку Катажину.